# Steven Adler
Steven Adler (Cleveland, Ohio, 1965. január 22. –) amerikai dobos. 1985-1990 között volt a Guns N’ Roses tagja. Összesen 198 koncerten lépett fel az együttessel 1985. június 6. (Troubador, Hollywood) és 1990. április 7. (Hoosier Dome, Indianapolis) között.